# Uhura
Nyota Uhura, prima oară interpretată de Nichelle Nichols, este un personaj fictiv care apare în Star Trek: Seria originală, în Star Trek: Seria animată, în primele șase filme Star Trek și în filmul din 2009 Star Trek. În filmul din 2009, tânăra Uhura este interpretată de actrița Zoe Saldana. Uhura este o parte importantă a echipajului din Star Trek: Seria originală și unul dintre primele personaje de origine africană care au apărut într-un serial de televiziune american. 